# Jelena Alajbeg
Jelena Alajbeg (Castelli, 1º ottobre 1989) è una pallavolista croata.
Gioca nel ruolo di schiacciatrice e opposto nel Târgoviște.

## Carriera
La carriera professionistica di Jelena Alajbeg comincia nel 2006 quando entra a far parte del Kaštela, nel massimo campionato croato, dove resta per due annate; intanto ottiene qualche convocazione con la nazionale maggiore ed allo stesso tempo vince la medaglia d'argento alla campionato europeo under 19 2006.
Nella stagione 2008-09 viene ingaggiata dalla squadra spagnola del Palma Volley, mentre in quella successiva passa al Metal Galați, nel campionato rumeno, con in quale vince lo scudetto.
Nella stagione 2010-11 è al Voléro Zürich: con la squadra svizzera vince due scudetti, coppe nazionali e supercoppe consecutivamente.
Nella stagione 2012-13 si trasferisce in Russia, ingaggiata dal Severstal; in seguito alla retrocessione del club, per la stagione successiva si trasferisce all'İlbank, nella Voleybol 1. Ligi turca, dove resta per due annate.
Nel gennaio 2016 firma a stagione in corso con l'Alba-Blaj, ritornando così a giocare nella Divizia A1 rumena, aggiudicandosi due scudetti e la Coppa di Romania 2016-17. Nel campionato 2017-18 fa ritorno in Turchia, partecipando alla Sultanlar Ligi col Çanakkale.
Nel gennaio 2019 torna nuovamente nella massima divisione rumena, accordandosi con il Târgoviște per la seconda parte dell'annata 2018-19.

## Palmarès

### Club
- Campionato rumeno: 2

2009-10, 2015-16
- Campionato svizzero: 2

2010-11, 2011-12
- Coppa di Svizzera: 2

2010-11, 2011-12
- Coppa di Romania: 1

2016-17.
- Supercoppa svizzera: 2

2010, 2011

### Nazionale (competizioni minori)
- Campionato europeo under 19 2006

### Premi individuali
- 2005 - Campionato europeo under 18: Miglior servizio